# بایراکاتوبا
بایراکاتوبا (انگلیسی: Bayrakatuba) یک شهرک در شهرستان تویمازینسکی استان باشقیرستان کشور روسیه است.